# Berliet CAD
Der Berliet CAD war ein mittlerer französischer Lastkraftwagen aus der Zeit vor dem Ersten Weltkrieg.

## Geschichte, Technik
Die allgemeine Betriebserlaubnis für den Berliet CAD wurde im Juli 1912 erteilt, ab diesem Zeitpunkt wurde das Fahrzeug gebaut. Nachgewiesen sind die Chassisnummern 11501–11600: Wenn alle diese Chassisnummern und keine weiteren vergeben wurden, so entstanden also 100 Stück. Das Produktionsende ist nicht bekannt, lag aber in jedem Fall vor Beginn des Ersten Weltkrieges.
Der wassergekühlte Vierzylindermotor hatte eine Bohrung von 100 und einen Hub von 140 mm, also einen Hubraum von 4398 cm³ und gab seine nicht genannte Höchstleistung bei 1000/min ab. Steuerlich war das Fahrzeug mit 22 Steuer-PS eingestuft. Das Getriebe hatte vier Vorwärtsgänge, dazu einen Rückwärtsgang. Die Nutzlast wird mit 3 Tonnen angegeben. Der Antrieb auf die Hinterachse erfolgte über Ketten.